# Roger Rössing

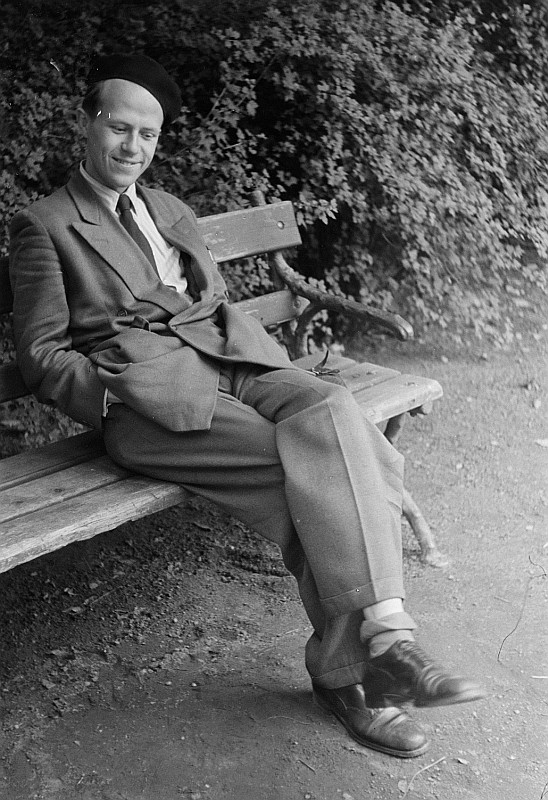
Roger Rössing (1950)

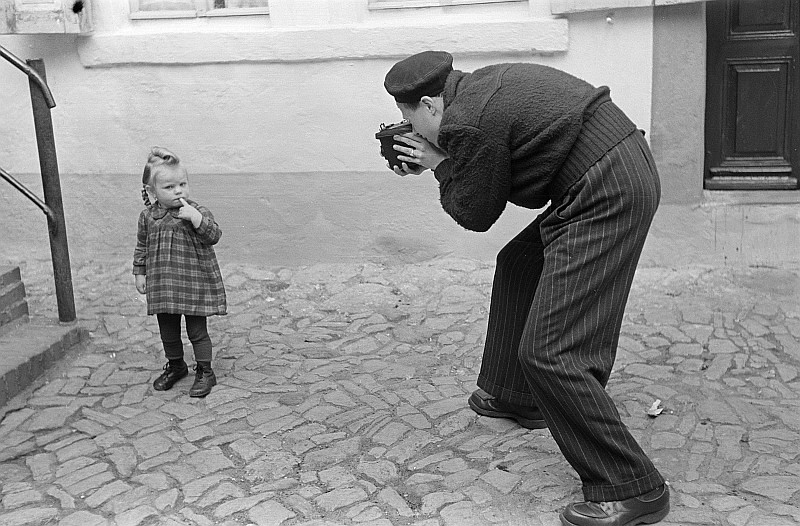
Roger Rössing při práci (1951)

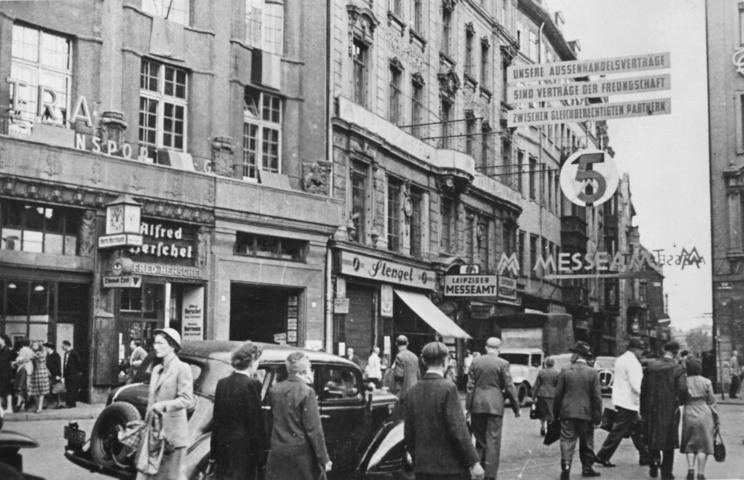
Lipsko během podzimního veletrhu 1951

Roger Rössing (1. března 1929, Lipsko – 7. nebo 10. dubna 2006, tamtéž) byl německý fotograf, spisovatel a publicista. Byl jedním z nejvýznamnějších fotografů ve východním Německu.

## Životopis
Rössing studoval fotografii v letech 1948 až 1951 u Johannesa Widmanna na Lipské škole grafiky a knižního umění. S manželkou Renate Rössingovou patřili v padesátých letech do lipské skupiny „akční fotografie“. Oba vydali asi 90 knih.
Rössing byl také aktivní jako publicista a autor, a to nejen ve fotografické literatuře. V poslední knize páru, která vyšla v dubnu 2006, oba zaznamenali svá pozorování v rodném Lipsku po dobu pěti desetiletí. Po páru je pojmenována Rössingova nadace, která podporuje autory a fotografy.
Fotografické dědictví Rogera a Renate Rössingových bylo věnováno organizaci Deutsche Fotothek v Saské zemské a univerzitní knihovně v Drážďanech a je zde archivováno, což umožnil projekt Federální kulturní nadace.

## Díla (výběr)
- Fotografie mit der Praktica. Lipsko, diverse Auflagen dieses Standardwerks
- Menschen in der Stadt. (Lidé ve městě) 2006
- Leipzig in Farbe. (Lipsko v barvách) F. A. Brockhaus Verlag, Lipsko
- Architekturfotografie. (Fotografie architektury) Fotokinoverlag, Lipsko 1987 (4. Auflage)
- Vergrößern. (Zvětšování) Fotokinoverlag, Lipsko 1990 (11. Auflage)
- Hinterlassenschaft und Neubeginn. (Pozůstalost a nový začátek) Hrsg. Wolfgang Kil, Fotokinoverlag, Lipsko 1989, ISBN 3-7311-0066-5

společně s Renate Rössingovou:
- Leipzig in Farbe. (Lipsko v barvách) Brockhaus, Lipsko 1984
- Parkansichten. Bilder aus historischen Parkanlagen zwischen Eisenach und Cottbus. (Obrázky z historických parků mezi Eisenachem a Chotěbuzí) Brockhaus, Lipsko 1991
- Leipzig in den Fünfzigern. (Lipsko v padesátých letech) Kiepenheuer, Lipsko 2003
- Rössings Sammelsurium. Texte zur Erinnerung an Renate Rössing (1929 – 2005). Connewitzer Verlagsbuchhandlung, Lipsko 2005
- Menschen in der Stadt. Fotografien 1946 – 1989. Lehmstedt, Lipsko 2006

## Galerie
Fotografie Rogera a Renate Rössingových:

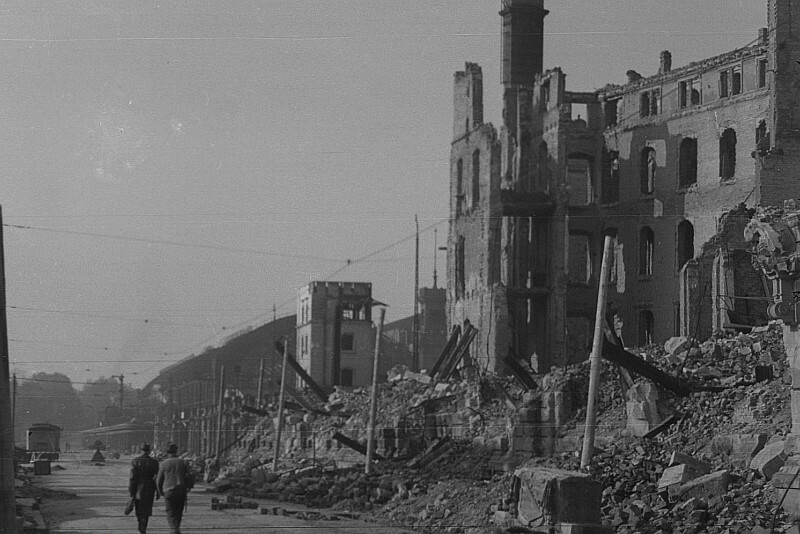
Lidé prochází kolem zničených domů, Drážďany, 1946
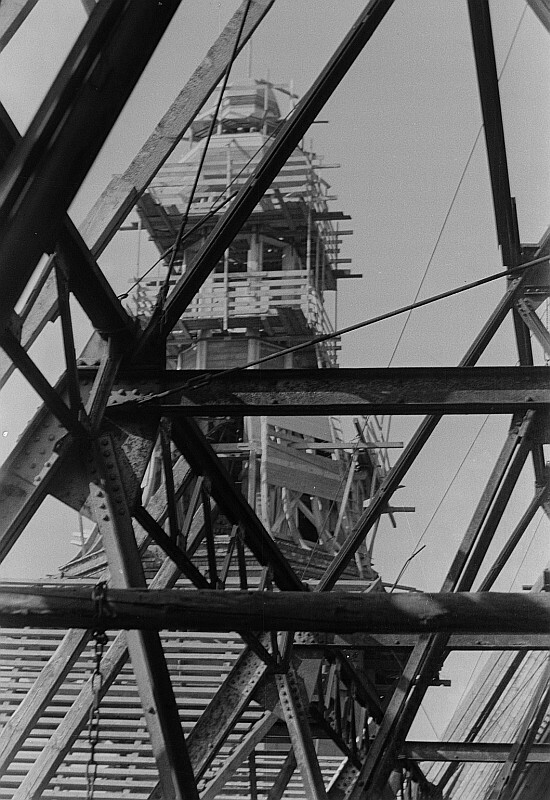
Oprava staré radnice, Drážďany, 1947
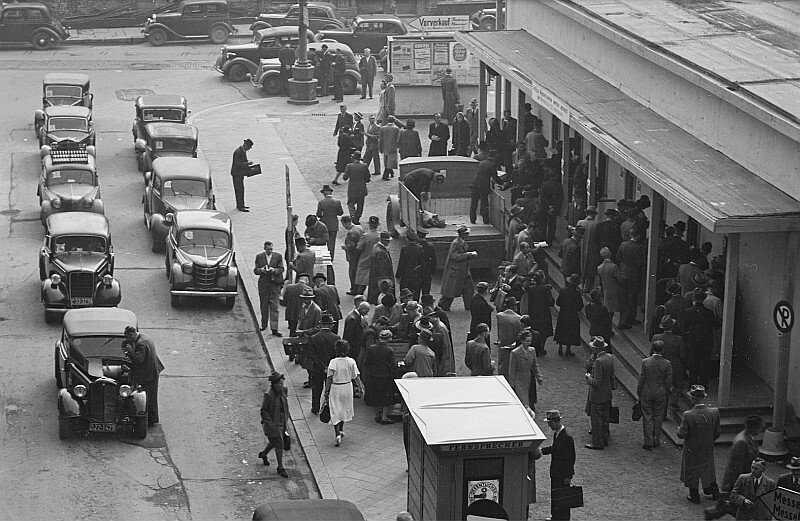
Stanoviště taxi a telefonní centrála, veletrhy Lipsko, 1948
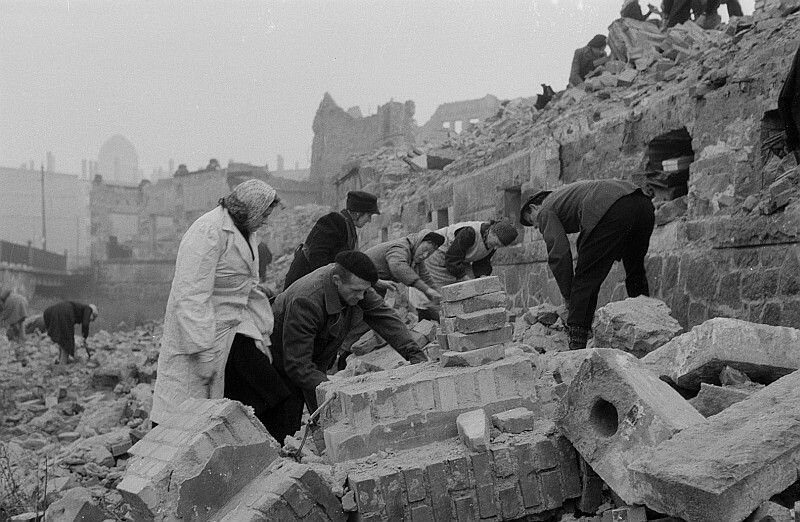
Práce v ruinách, Lipsko, 1948
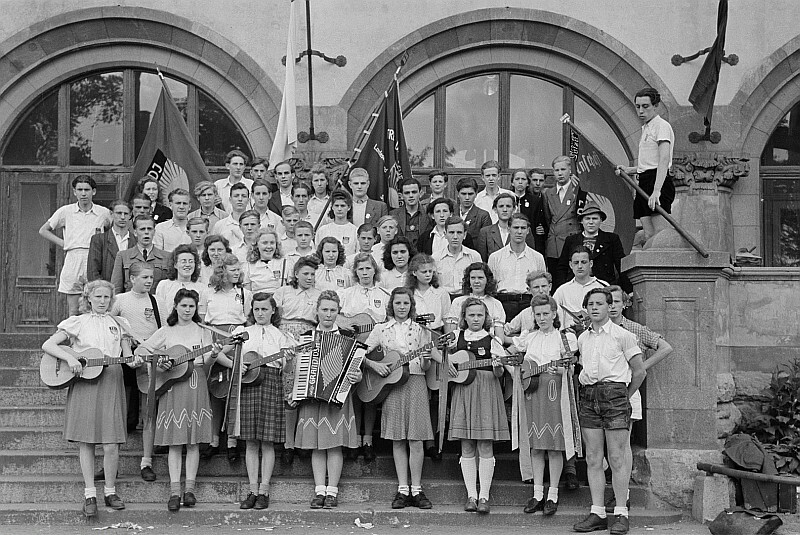
Skupinový portrét členů organizace Svobodná německá mládež, 1949
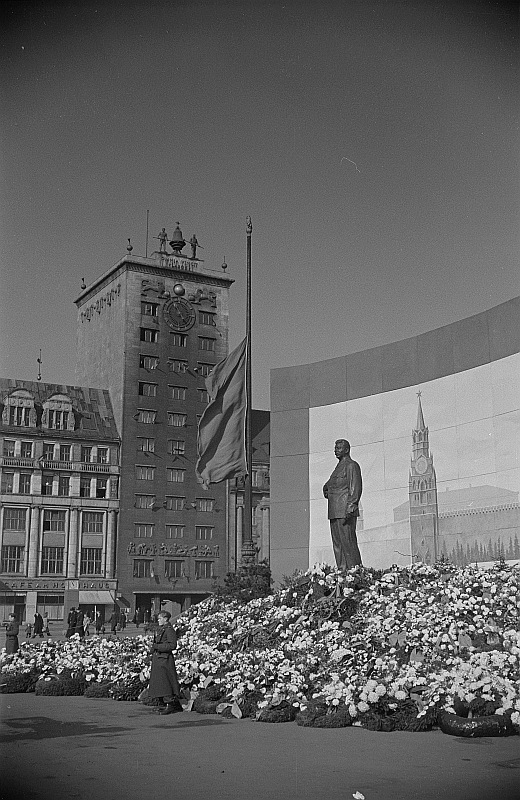
Čestná stráž před sochou Josefa Stalina a horou květin, Lipsko, 1953
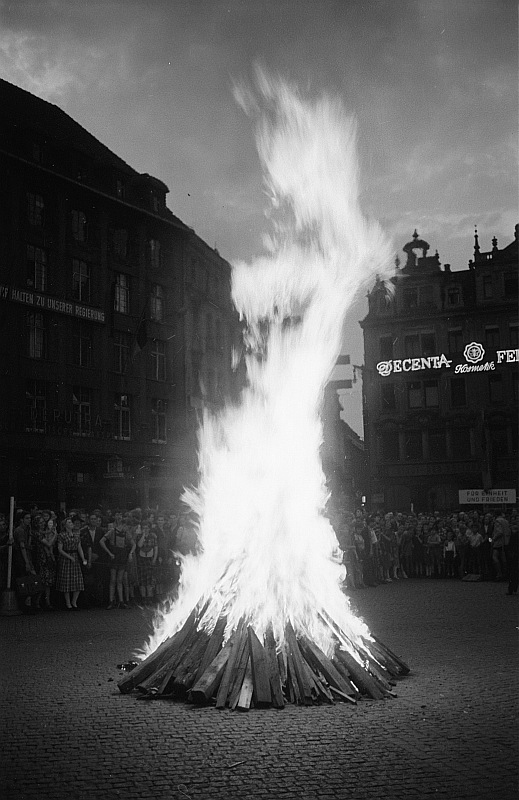
Táborový oheň, Lipsko, 1953
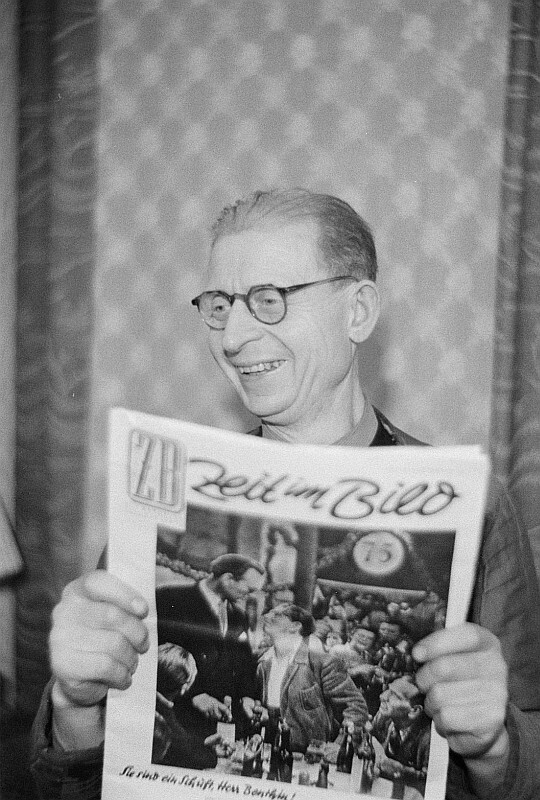
Muž s novinami, Zeit im Bild
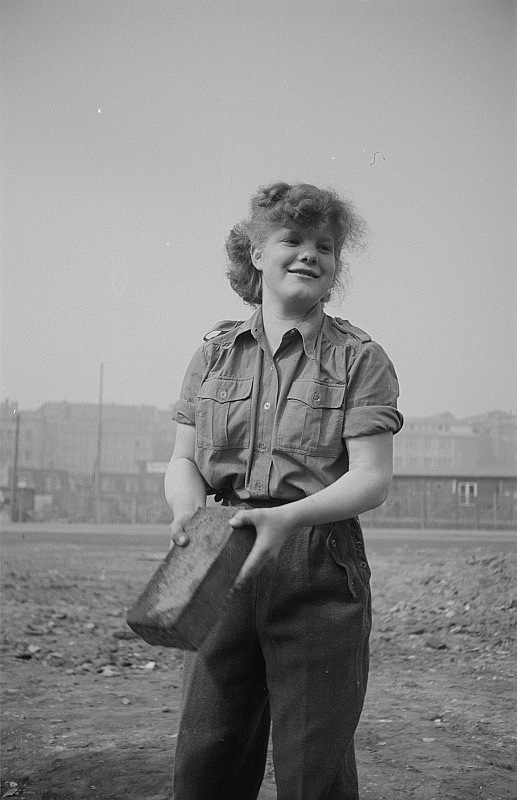
Pomocnice na stavbě, Lipsko, 1953
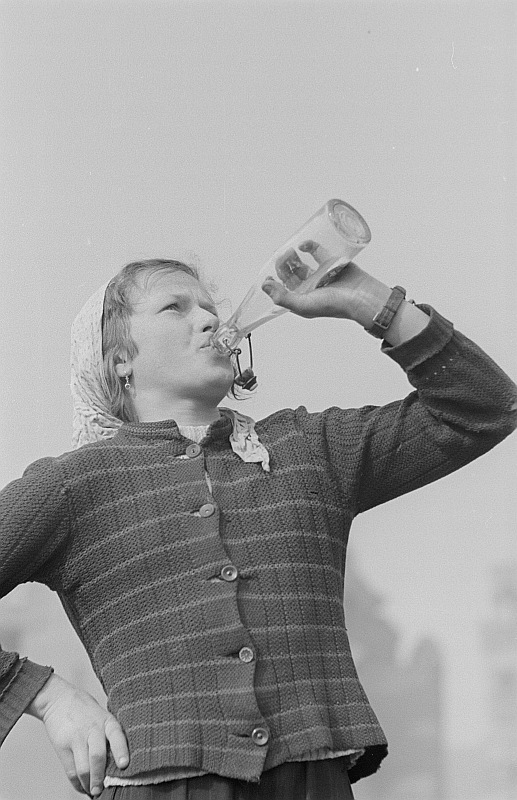
Pomocnice na stavbě, Lipsko, 1953
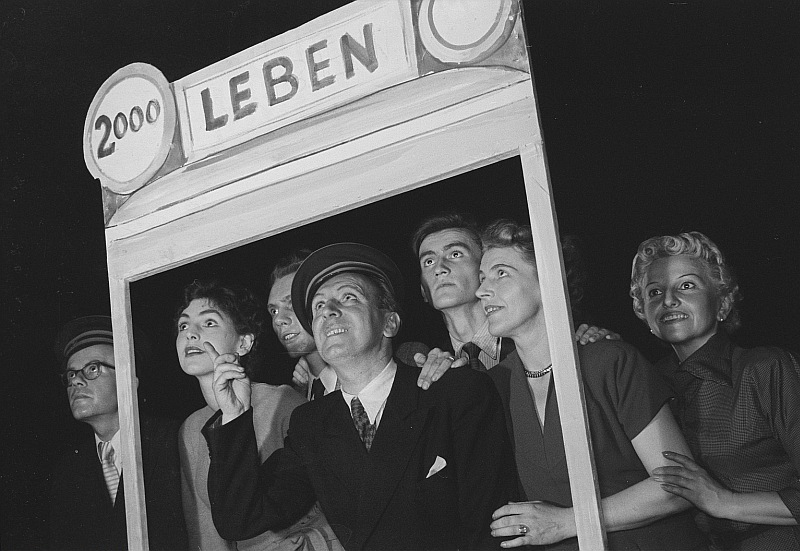
Leipziger Pfeffermühle, kabaretní soubor v Lipsku, 1954
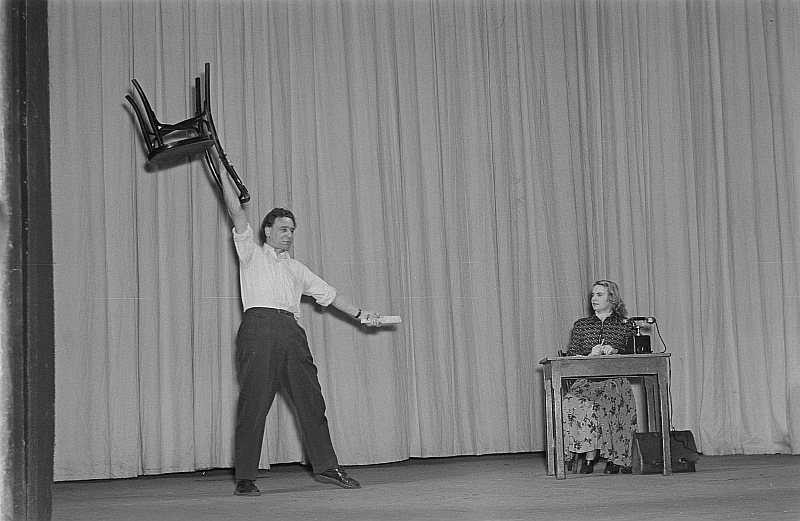
Leipziger Pfeffermühle, kabaretní soubor v Lipsku, 1954